# 荒い海
『荒い海』（あらいうみ）は、1969年10月15日に公開された、捕鯨を扱った海洋映画。製作は真珠舎、配給は日活。

## 概要
監督の山崎徳次郎が長年構想を温めていたもので、水産会社との協力で制作された。
完全版 (180分) は行方不明で残存せず輸出用の短縮版 (131分) のみ放送及び配信されている。

## キャスト
- 北見洋二 : 渡哲也
- 篠田克之 : 高橋英樹
- 美津子 : 和泉雅子
- 島村健 ： 田村正和
- 杉山 : 由利徹
- 北見きよ : 荒木道子
- 篠田とめ : 本間文子
- 北見太一郎 : 伊藤初男
- 北見静子 : 行友勝江
- 雅枝 : 東恵美子
- 木下武 : 金井太
- 武井機関長 : 井上昭文
- 清原総務主任 : 久保晶
- 高木通信長 : 中台祥浩
- 品川 : 森塚敏
- 品川の妻 : 今井和子
- 白井ドクター : 大塚国夫
- 第二図南丸船長 : 生井健夫
- 藤原昌子 : 吉野敬子
- 藤原幸夫 : 大浜詩郎
- 杉山清子 : 田中筆子
- 宗方船団長 : 西村晃
- 戸田三吉 : 桑山正一
- 榊 : 清水将夫
- 大垣指導砲手 : 永井智雄
- 滝村節子 : 左幸子

## スタッフ
- 監督 ：山崎徳次郎
- 脚本 ：直居欽哉、服部佳 、山崎徳次郎
- 企画 ：山崎徳次郎
- 音楽 : 池野成
- 撮影 : 春日友喜
- 編集 : 近藤光雄
- 証明 : 明地光丸
- 協賛 : 日本船舶振興会、日本海事広報協会